# Moḩammadābād (ort i Kurdistan, lat 34,83, long 47,05)
Moḩammadābād (persiska: محمّد آباد, Partāleh, پرتاله) är en ort i Iran.   Den ligger i provinsen Kurdistan, i den nordvästra delen av landet, 400 km väster om huvudstaden Teheran. Moḩammadābād ligger 1 901 meter över havet och antalet invånare är 115.
Terrängen runt Moḩammadābād är kuperad.Runt Moḩammadābād är det ganska tätbefolkat, med 185 invånare per kvadratkilometer. Närmaste större samhälle är Kāmyārān, 11,6 km väster om Moḩammadābād. Trakten runt Moḩammadābād består i huvudsak av gräsmarker.